# Stålbadet (film)
Stålbadet är en svensk dokumentärfilm med spelfilmsinslag från 1996. Filmen spelades in i kortfilmsformat och regisserades av Anders Bohman. I rollerna ses Göran Forsmark, Christian Hedlund, Bengt Pohjanen och Rolf Degerlund.
Filmen skildrar havererade industrialiseringsplaner i Luleå under 1970-talet; den slutligen uteblivna satsningen på Stålverk 80. Intervjuer med några av huvudaktörerna varvas med dramatiserade inslag. Filmen producerades av John O. Olsson och Agneta Fagerström-Olsson och fotades av Bohman. Den klipptes av Håkan Karlsson och premiärvisades den 6 februari 1996 på Göteborgs filmfestival. 1997 nominerades den till en Guldbagge i kategorin Bästa kortfilm.

## Rollista
- Göran Forsmark – mannen med portfölj
- Christian Hedlund	– journalisten
- Bengt Pohjanen – författaren
- Rolf Degerlund – mannen på mudderverket
- Ersnäs Amatörteaterförening – det väntande folket